# Neonauclea superba
Neonauclea superba är en måreväxtart som först beskrevs av Spencer Le Marchant Moore, och fick sitt nu gällande namn av Spencer Le Marchant Moore. Neonauclea superba ingår i släktet Neonauclea och familjen måreväxter.
Artens utbredningsområde är Sumatera. Inga underarter finns listade i Catalogue of Life.